# Victory (Schiff, 1737)
Die Victory war ein Linienschiff 1. Ranges mit 100 Kanonen und segelte unter britischer Flagge. Sie war das fünfte Schiff in der Royal Navy mit diesem Namen und eines der größten und modernsten Kriegsschiffe ihrer Zeit. Sie sank 1744 in einem Sturm im Ärmelkanal, wobei ihre gesamte Besatzung den Tod fand, darunter auch Admiral John Balchen.

## Konstruktion/Aufbau

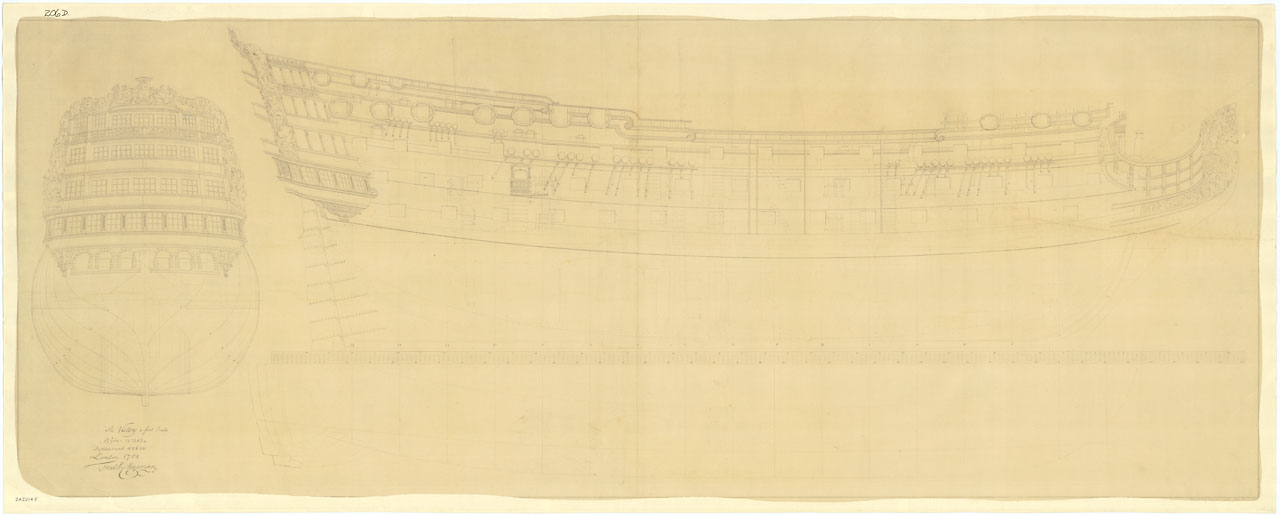
Eine 1754 von Fredrik Henrik af Chapman (schwedischer Schiffsarchitekt und Schiffbauer) gefertigte Kopie einer Bauskizze der Victory

Die Victory wurde nach den Richtlinien des 1719 Establishment gebaut und entsprach in ihren Grundmaßen (Länge/Breite/Tiefgang) der Royal Sovereign.
Das Schiff war ein Rahsegler mit drei Masten (Besanmast, Hauptmast und Fockmast). Lediglich am Besanmast befand sich auf der untersten Position (Unterbesansegel) ein Lateinersegel.
Die Victory hatte drei Decks und schloss im Heckbereich mit einem glatten Heckspiegel ab. In den Heckspiegel waren Galerien integriert, die in die seitlich angebrachten Seitengalerien mündeten und als schiffbauerische Neuheit in der Royal Navy erstmals offen ausgeführt waren. Als Besonderheit hatte die Victory zudem noch auf dem oberen Poopdeck (Poop-Royal) eine Galeriekonstruktion, so dass sie vier Fensterreihen, vier Lichterreihen und drei offene Galerien am Heck hatte, die mit zahlreichen barocken Schnitzereien ausstaffiert waren.
Zeitgenossen sprachen ihr aufgrund ihres mächtigen Erscheinungsbildes eine nicht zu unterschätzende militärische Abschreckungsfunktion zu.
An der obersten Position des Hecks befanden sich traditionell drei Hecklaternen.
Es ist sehr wahrscheinlich, dass von der 1721 bei Reparaturarbeiten durch Feuer zerstörten Vorgängerin Victory, die ursprünglich Royal James hieß und 1691 in Victory umbenannt wurde, auch einige Hölzer in dieser neuen Victory verarbeitet wurden, zumal sie offiziell als ein Nachbau (engl. „Rebuilt“) des bei Kalfaterarbeiten verbrannten und anschließend demontierten Schiffes galt.
Die neue Victory wurde mit 100 Kanonen ausgestattet und war somit ein Linienschiff 1. Ranges. Zudem war sie das letzte Schiff 1. Ranges der Royal Navy, das vollständig mit Bronzekanonen ausgestattet war. Sie war außerdem das einzige Schiff der Royal Navy, das auf dem oberen Batteriedeck die ungewöhnliche Anzahl von 15 Stückpforten je Seite hatte.
Bezüglich ihrer Segeleigenschaften neigte der Dreidecker Victory offenbar dazu, bei bestimmten Windverhältnissen nach Lee gedrückt zu werden.
Dies könnte durch den relativ hohen Aufbau im Verhältnis zur geringen Breite bedingt gewesen sein. Hinzu kam eine Hecklastigkeit durch die Schnitzereien am Heckspiegel. Zudem scheint der Schwerpunkt der Victory recht hoch gewesen zu sein, was eine starke Rollneigung des Schiffs bewirkte.
Dies wirkte sich insgesamt offenbar nachteilig auf ihre Segeleigenschaften aus und machte es ihrer Besatzung schwer, sie unter bestimmten Bedingungen unter Kontrolle zu halten.
Belegt sind zudem auffällig viele notwendige Reparaturen während ihrer Dienstzeit, die aufgrund von (Eichen-)Holzmangel gar nicht, verspätet oder nicht fachgerecht und somit nur improvisiert durchgeführt werden konnten. Dies muss sich nachteilig auf die Stabilität ausgewirkt haben und somit die Schiffsstruktur offenbar nachhaltig geschädigt haben, denn während der Entstehungs- und Dienstzeit des Schiffes gab es offenbar einen höheren Holzbedarf im Königreich Großbritannien, als durch Wiederaufforstung gedeckt werden konnte. Zum Ende des Siebenjährigen Krieges hatte sich der verwertbare Holzbestand um 90 % reduziert. Einige harte Winter forcierten diesen Umstand zudem noch. Als Folge dieses Engpasses wurden Hölzer verwendet, die nicht ausreichend abgelagert wurden oder bereits beim Ablagern teilweise verrotteten.
Verbaut man diese Hölzer in Schiffe und setzt sie dann dauerhaft dem Wasser aus, neigt dieser Werkstoff schnell zum Verfaulen. Verfaultes Holz wiederum ist äußerst instabil und nimmt mit der Zeit eine schwammähnliche Konsistenz an. Auch spielt die Belüftung von Hölzern für das Überwasserschiff eine Rolle, um die Haltbarkeit zu erhöhen. Britische Schiffe zur Zeit der Victory wurden dabei nicht einmal im Hafen belüftet, was einen Verrottungsprozess begünstigte.
Diese Gesamtumstände könnten zusammen oder einzeln genommen erheblichen Einfluss auf den Verlust des Schiffes in der Sturmnacht des 4. auf den 5. Oktober 1744 genommen haben.

## Geschichte

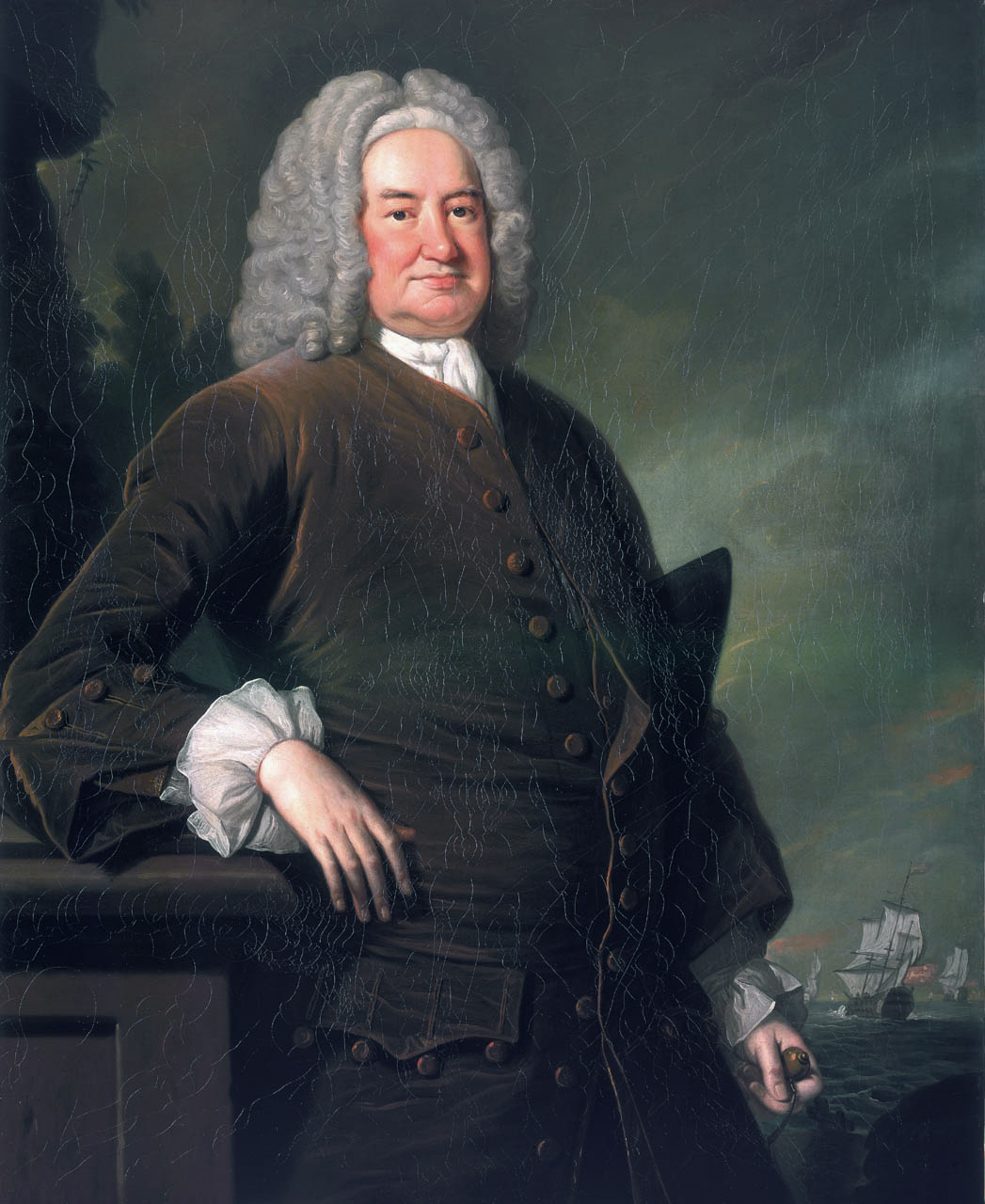
Admiral of the Fleet und Commander-in-Chief, Sir John Norris

Die Kiellegung der Victory fand am 6. März 1726 in Portsmouth statt. Das Schiff wurde von Schiffbaumeister Joseph Allin gebaut und sollte zunächst £ 38.239 kosten – zuzüglich weiterer £ 12.652 für weitere Anpassungen als Flaggschiff.
Nach 11 Jahren Konstruktion im Trockendock lief sie am 23. Februar 1737 in den Royal Dockyards von Portsmouth vom Stapel und wurde 1739 der Kanalflotte unter Admiral Sir John Norris unterstellt. Kapitän des Schiffes wurde Thomas Whitney.
Admiral Norris folgte am 16. Juli 1739 Provokationen der Spanischen Flotte und spanischen Freibeutern und lief mit 16 Schiffen aus, um die Spanier zu bekämpfen und weitere Einflussnahmen auf britische Schiffsbewegungen zu unterbinden. Auch wenn es zu keinen großen Schlachten kam, ist Norris offenbar eine erfolgreiche Intervention geglückt.
Am 16. Juli 1740 kollidierte die Victory mit der Lion und verlor dabei das Bugspriet.
Im März 1744 bewilligte König Georg II. nach 54 Dienstjahren den Ruhestand von Norris.
Im Juli 1744 übernahm Admiral Sir John Balchen, der damals als Admiral of the White der zweithöchste Befehlshaber der Royal Navy war, die Victory als Flaggschiff; Kapitän war bereits seit Dezember 1741 Samuel Faulkner, der den verstorbenen Whitney ersetzt hatte.
Die Victory nahm in der Zeit als Flaggschiff Balchens an keiner bedeutenden Seeschlacht teil, sondern wurde überwiegend zum Schutz der wichtigen Handelswege eingesetzt, indem sie Handelsschiffen Geleitschutz gab oder gekaperten Konvois zur Hilfe kam.

## Letzter Auftrag und Untergang

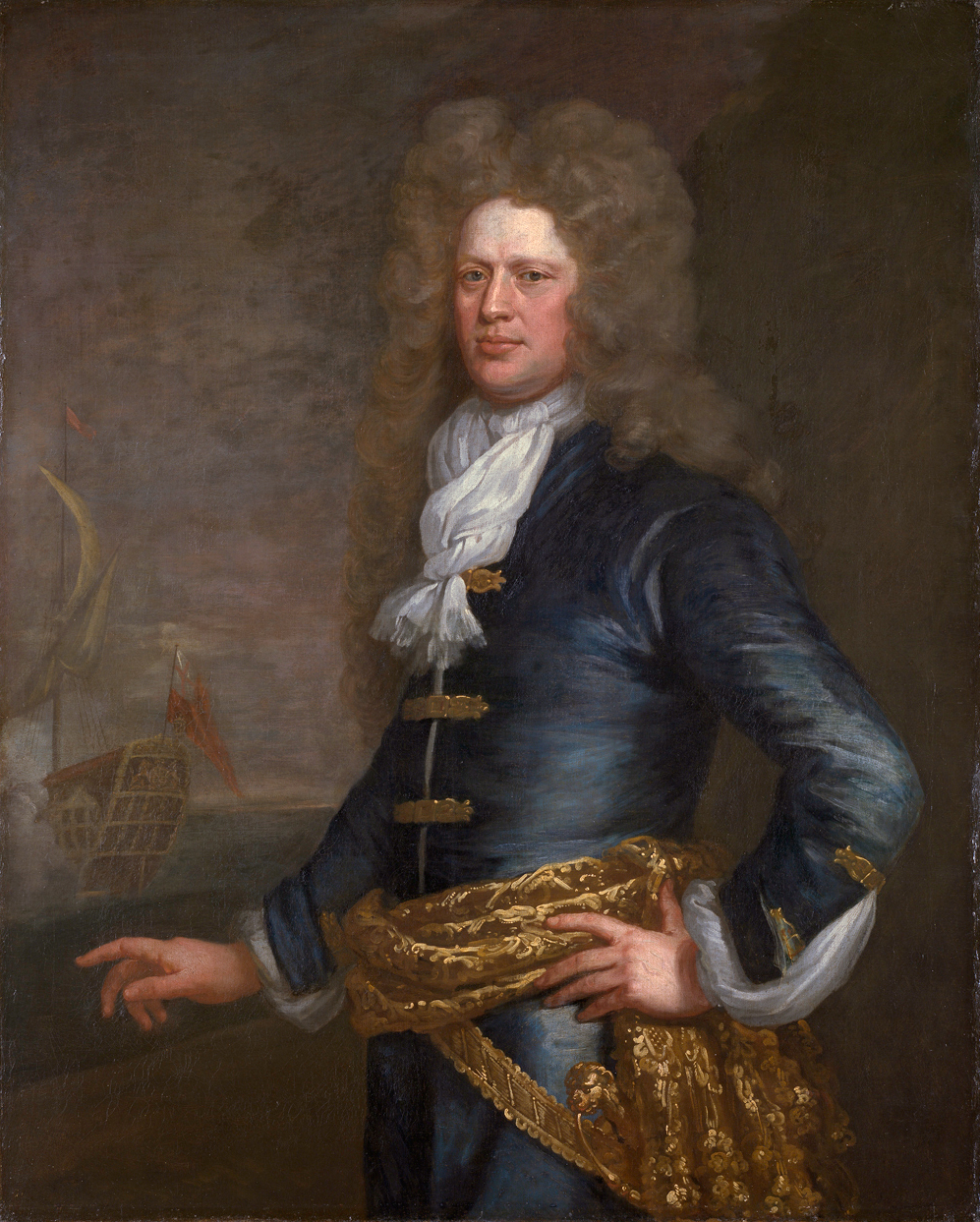
Admiral of the White, Sir John Balchen

Die Victory wurde 1744 in einem starken Geschwader aus 8 niederländischen und 25 britischen Schiffen als Flaggschiff von Admiral Balchen zum Tajo-Flussdelta beordert, nachdem die französische Brest-Flotte dort einen großen Konvoi von britischen Handelsschiffen blockiert hatte.
Balchen gelang es, die Franzosen in die Flucht zu schlagen und den Konvoi bis nach Gibraltar zu geleiten. Anschließend versuchte er, nun seinerseits Teile der französischen Flotte in Gefechte zu verwickeln. Am 9. August 1744 konnte Balchen elf große Handelsschiffe aus San Domingo als Prisen nehmen, was auch seinem Privatvermögen zugutekam. Am 9. September 1744, während er den Hafen von Cádiz belagerte, meldete der Kommandant der ihm unterstellten niederländischen Schiffe, Admiral Hendrik Gravé, dass Wasser und Verpflegung seiner Schiffe knapp würden und sie neu bevorratet werden müssten. Balchen befahl daraufhin die Rückkehr nach England, um dort Proviant aufzunehmen, Reparaturen durchzuführen und sich für weitere Maßnahmen zu rüsten.
Auf dem Rückweg nach England ging Balchen mit seiner Flotte in Lissabon vor Anker. Die Victory nahm dort 400.000 Pfund Sterling an Bord, die für niederländische Händler vorgesehen waren.
Auf der Weiterreise soll Balchen noch einige Prisen genommen haben. Dabei sollen ihm einige schwer beladene Handelsschiffe mit wertvollen Gütern aus Übersee ins Netz gegangen sein.
Nachdem die britische Flotte am 3. Oktober 1744 den Ärmelkanal erreicht hatte, wurde sie von einem heftigen Sturm erfasst, der selbst London noch verwüstete. Die Exeter verlor den Hauptmast, während bei der Duke alle Segel zerfetzt wurden und 10 Fuß Wasser im Schiff stand. Das letzte Mal wurde die Victory von anderen Schiffen des Verbandes am 4. Oktober 1744 vor den Kanalinseln gesichtet, als sie sich immer weiter von ihren Begleitschiffen entfernte. Durch den Sturm wurde die Flotte weit verstreut, erreichte aber später heimatliche Gewässer und konnte in England festmachen. Die Victory hingegen ging mitsamt ihrer ganzen, bis zu 1150 Mann starken Besatzung unter. Eine durch mehrere schnelle Fregatten an den darauffolgenden Tagen durchgeführte Suchaktion blieb ergebnislos.
Aufgrund der letzten Sichtungsposition und des anliegenden Kurses vermutete man bislang den Unglücksort bei den Casquets, einer kleinen Felsengruppe in der Nähe von Alderney, bei der bereits viele Schiffe sanken.
Einige Wrackteile der Victory trieben im Laufe der Zeit auf einigen Kanalinseln als Strandgut an: zwei Toppmasten mit der Inschrift „VICT“ sowie ein Segel mit der Inschrift „Victy“ wurden kurz nach dem Unglück auf der Kanalinsel Guernsey angespült. Einige Pumpenfragmente, Lafettenteile mit der Aufschrift GR (George Rex) sowie einige Ruder mit der Aufschrift „Victory“ wurden auf der Insel Sark angespült. Der genaue Unglücksort blieb jedoch mehr als 250 Jahre lang unbekannt.
Der Untergang der Victory war die schlimmste Schiffskatastrophe in britischen Gewässern ohne Kriegseinwirkung seit der Schiffskatastrophe bei den Scilly-Inseln 1707. Admiral Balchen und einem Leuchtturmwärter auf Alderney wurde im Nachhinein eine Mitschuld an dem Unglück gegeben. Diese Anschuldigungen könnten sich aufgrund neu gefundener Tatsachen als nicht gerechtfertigt herausstellen.

## Wrackfund
2008 wurde das vermutliche Wrack der Victory etwa 100 km vom bisher angenommenen Untergangsort entfernt von der Odyssey Marine Exploration entdeckt.
Im Februar 2012 wurde in London eine Vereinbarung getroffen, nach der 80 % des Fundes durch die Explorationsfirma einbehalten werden können, 20 % sollen an das Vereinigte Königreich gehen und britische Forscher sollen sämtliche Funde auswerten können. Vorangegangen war die Gründung der Maritime Heritage Foundation durch Lord Lingfield, einem Nachfahren von Admiral Balchen. Das für die Verwaltung von Schiffswracks der Royal Navy zuständige Verteidigungsministerium (Ministry of Defence) vermachte daraufhin das Wrack der Victory der Maritime Heritage Foundation, die anschließend die 80-20 % Regelung bekannt gab. Fachleute sahen in dieser Vorgehensweise eine kommerzielle Plünderung eines archäologischen Fundes, die durch einen Politikwechsel im Vereinigten Königreich Aufwind erhalten habe.
Die Bergung des Wracks sollte eigentlich im Jahre 2012 beginnen, war aber noch von einigen Gutachten abhängig. Nach jahrelangem Gerangel um die Bergung hat die britische Regierung 2018 die Bergungsgenehmigung für die private Gesellschaft zurückgezogen.
Bislang wurden zwei bronzene Kanonenrohre aus den Jahren 1726 und 1734 geborgen (1 × 12 Pfünder, 1 × 42 Pfünder), eines davon mit dem Wappen Georg I., das andere mit dem Wappen Georgs II., die sich durchaus an Bord des Linienschiffes Victory befunden haben könnten. Am Meeresboden konnten darüber hinaus diverse Trümmerteile ausgemacht werden, darunter weitere Bronzekanonenrohre unterschiedlicher Kaliber, Kanonenräder, Anker, Ballastierungsmaterial, Holzplanken, das 10 m lange Ruder und Gegenstände des täglichen Gebrauchs sowie das in mehrere Sandwällen eingelagerte Wrack. Auch menschliche Überreste (ein Schädel und weitere Skelettknochen) wurden dort ausgemacht, aber aus Pietätsgründen am Meeresboden belassen.

## Trivia/Varia

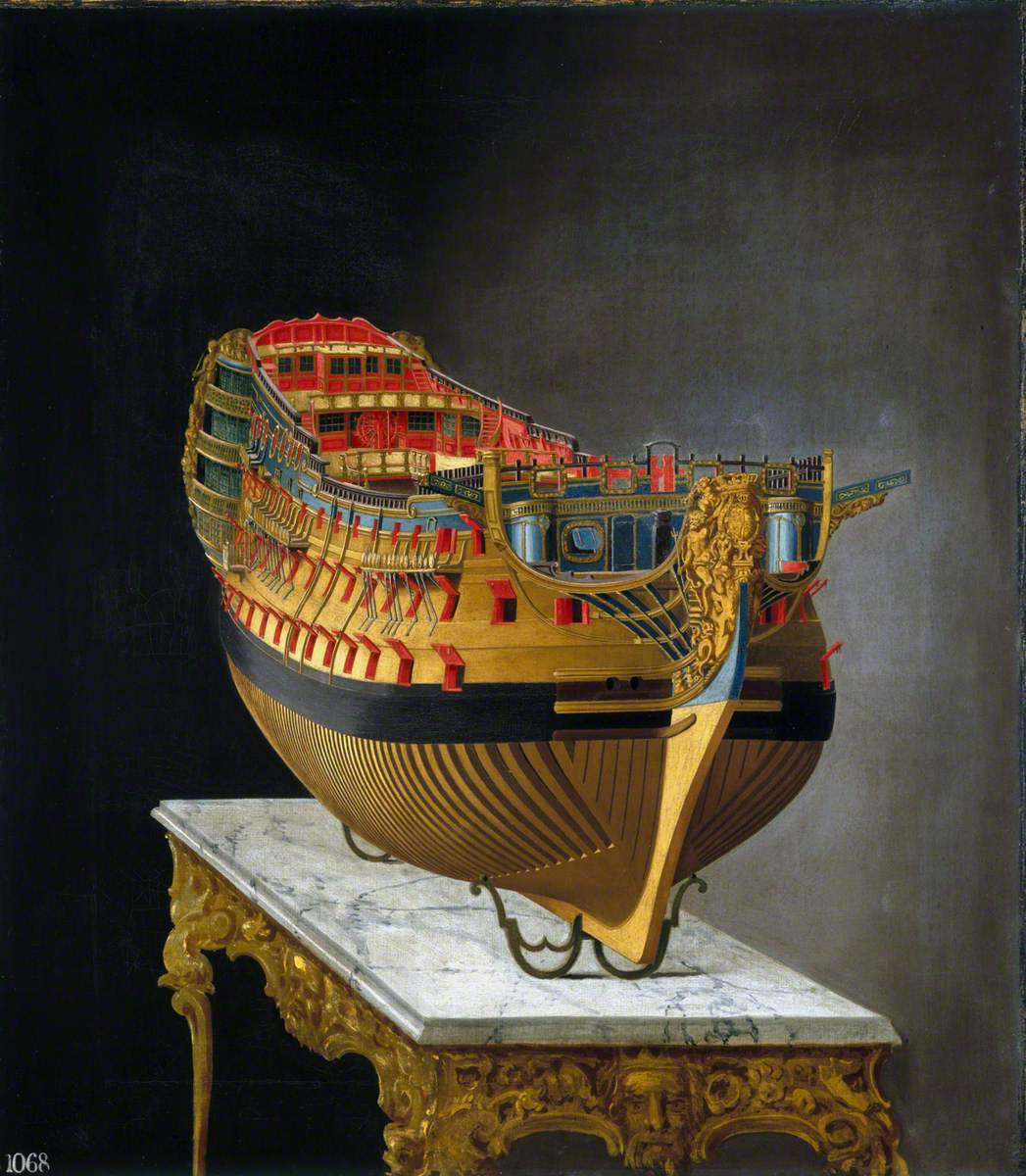
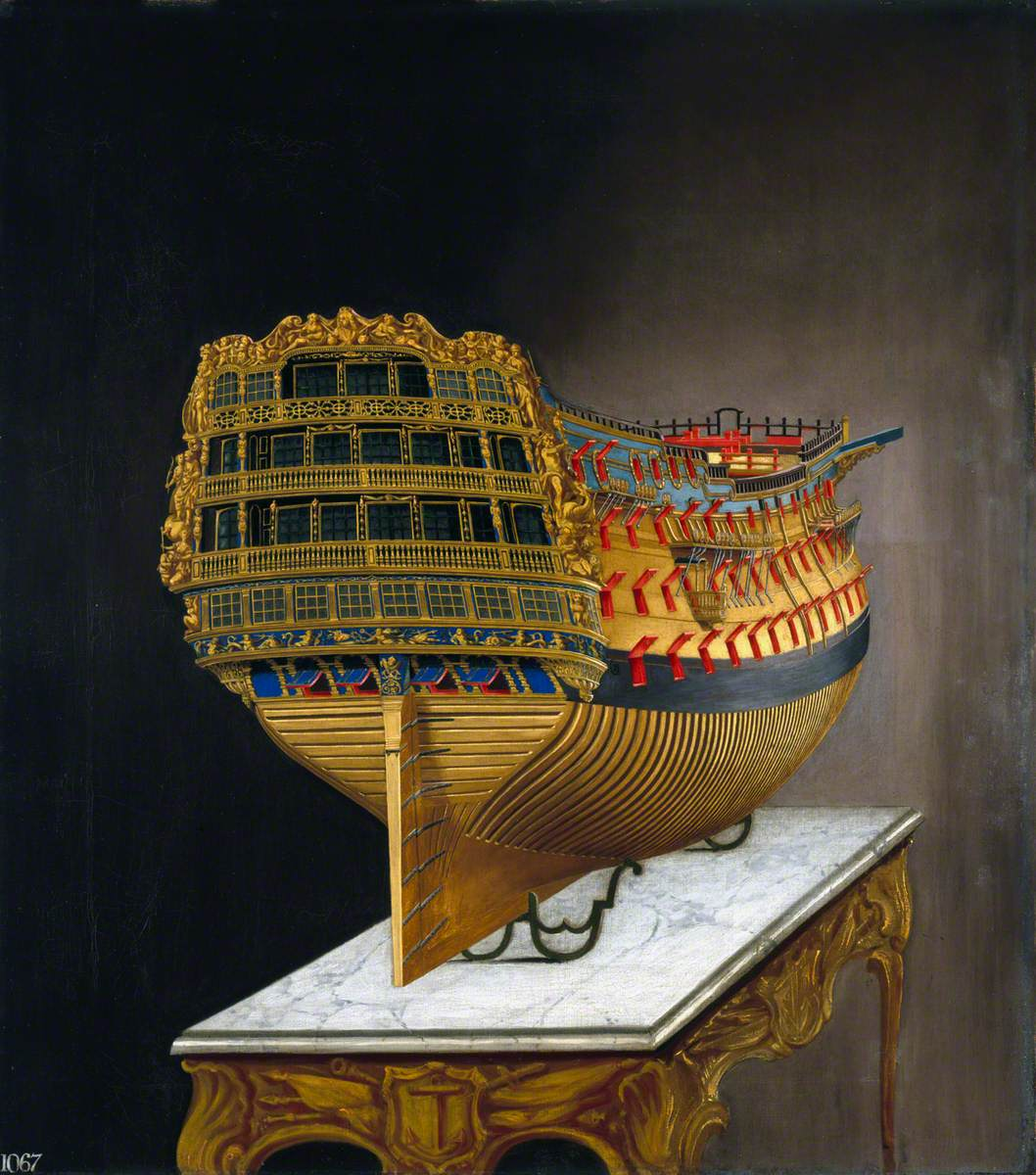
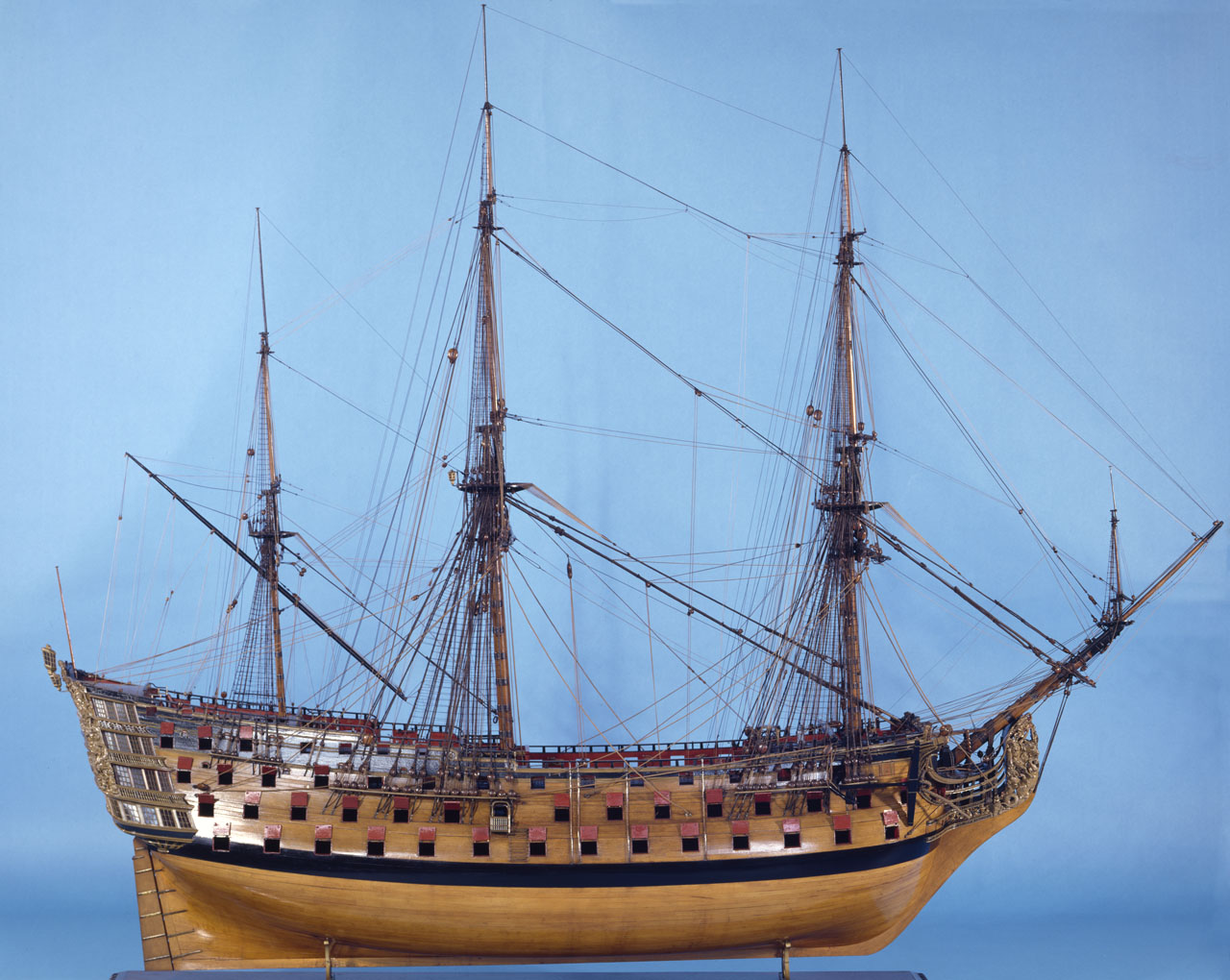

Für die Royal Navy und die Admiralität war der Untergang des Schiffes ein herber Verlust. Als Folge des Unglücks sowie weiterer Faktoren setzte im militärischen Schiffbau des Königreichs Großbritannien ein revolutionärer Umdenkprozess ein, so dass fortan andere Konstruktionsmuster herangezogen wurden, die insbesondere in den zwei Dekaden nach dem Untergang umgesetzt wurden. Zur Erhöhung der Stabilität und gleichzeitig auch zur Konservierung des Rumpfes ging man ab 1761 dazu über, das Unterwasserschiff mit Kupferplatten zu beschlagen. Als Nebeneffekt reduzierten sich dabei auch der Muschelbewuchs und der Fraß durch Schiffsbohrwürmer. Auch vom damals typischen System des Wiederaufbaus von Schiffen (engl. „Rebuild“) nahm man schließlich Abstand.
Für das Board of Admiralty wurden zu damaliger Zeit entsprechende Schiffsminiaturmodelle gefertigt. Ein Schiffsmodell aus dem 18. Jahrhundert ohne Masten und Kanonen befindet sich im National Maritime Museum in Greenwich.
Ein weiteres historisches Modell der Victory, ebenfalls aus dem 18. Jahrhundert, befindet sich im Privatbesitz des Earl Cawdor auf Cawdor Castle in Schottland. Im Gegensatz zum Greenwich-Modell ist dieses im Maßstab 1:48 gefertigte Modell komplett aufgeriggt und mit Kanonen und Ankern ausgestattet.